# Пиар, Мануэль
Мануэль Карлос Пиар (исп. Manuel Carlos Piar, 28 апреля 1774, Кюрасао — 16 октября 1817, Ангостура) — генерал, участник венесуэльской войны за независимость.

## Ранние годы
Сын Фернандо Пиара, испанского моряка торгового флота канарского происхождения, и голландской мулатки Изабель Гомес. Родился в Виллемстаде, Кюрасао. Прибыл в Венесуэлу со своей матерью, когда ему было десять лет, и поселился в Ла-Гуайре. Без формального образования приобрел хороший уровень общих знаний и самостоятельно выучил несколько языков.
В возрасте 23 лет Пиар решил присоединиться к движению за независимость и участвовал в неудачном заговоре 1797 года.

## Военная карьера
В 1804 году он вступил в ряды ополчения, сражающегося с англичанами на Кюрасао. Ополчение острова успешно изгнало англичан, восстановив голландское правление. В 1807 году Пиар прибыл на Гаити, где участвовал в местной революции и командовал военным кораблем.
К 1810 году военный опыт и участие в революционных событиях привели его на службу молодому венесуэльскому правительству, объявившему о независимости от Испании. Он вступил в военно-морской флот и получил назначение в Пуэрто-Кабельо. Как командир корабля он участвовал в нескольких сражениях против испанского флота, в том числе в битве при Сорондо и на реке Ориноко в 1812 году.
Ухудшение ситуации заставила Пиара укрыться на Тринидаде на некоторое время. В 1813 году в Венесуэле он, в чине полковника армии, успешно защищал Матурин и помог освободить восточную часть страны от испанских войск.
В следующем году бригадный генерал Пиар стоял во главе войска, сражавшегося в провинциях Барселона, Каракас и Кумана. При Эль-Саладо он был разбит войсками Хосе Томаса Бовеса.
В чине генерал-майора Пиар присоединился к успешной экспедиции к Лос-Кайос и занял Лос-Фраилес и Карупано.
В 1816 году он разбил войско Франсиско Томаса Моралеса при Эль-Хункале. Оттуда Пиар начали марш к Гуайане с целью освобождения этой провинции. В начале 1817 года он осадил город Ангостура. 11 апреля его войска разбили испанские войска под командованием генерала Мигеля де ла Торре в битве при Сан-Феликсе. Через месяц Пиар был повышен до звания генерала армии.

## Падение и казнь
В это же время Пиар вступил в конфликт с вышестоящими военачальниками, в том числе с Симоном Боливаром. Этот конфликт в конечном итоге привел к отстранению Пиара Боливаром от командования в июне 1817 года.
Считается, что кроме идей независимости Пиар хотел добиться больших социальных и политических прав для метисов, что и стало причиной его конфликта с Боливаром и его окружением — креолами (потомками европейских поселенцев). Отстраненный от службы, он решил остаться в Гуайане и лоббировать интересы метисов. Другие историки считают, что Пиар и другие высокопоставленные военные командиры оказались в опале, так как выступили против методов руководства Боливара. Среди сторонников Пиара были генералы Хосе-Феликс Рибас, Сантьяго Мариньо и Хосе Франсиско Бермудес. Однако они, в отличие от Пиара, также были креолами и расходились с Боливаром только во взглядах на методы революционной борьбы.
Конфликт дошел до верхней точки, когда Боливар приказал арестовать Пиара и обвинил в дезертирстве, неподчинении приказам и заговоре против правительства. Пиар был единственным обвиняемым, и, по общему мнению, Боливар собирался провести показательный процесс, чтобы не допустить инакомыслия среди подчиненных. 28 сентября 1817 года Пиар признал виновным военным судом по всем пунктам обвинения и 15 октября приговорен к смертной казни. В тот же день Симон Боливар, верховный главнокомандующий, подтвердил приговор.
На следующий день Мануэль Пиар был расстрелян у стены собора Ангостуры. По легенде, Боливар, отказавшийся присутствовать при исполнении приговора, услышав выстрелы через окно своей резиденции, в слезах произнес: «He derramado mi sangre» («Я пролил собственную кровь»).